# Bene merenti
Bene merenti (latinsky Za zásluhy) nebo řidčeji Benemerenti je záslužné papežské vyznamenání, jehož udělování zavedl v roce 1832 papež Řehoř XVI.
V českých zemích tuto medaili mimo jiné obdrželi:
- Irma Daubková
- Vojtěch Říhovský (1909)
- Alois Ladislav Vymetal (1912)
- Marie Hoffmannová (1913)
- Čeněk Pilař (1913)
- Vojtěch Říhovský (1913)
- Antonín Trnka (1913)
- Msgre. prof. PhDr. Alois Kolísek
- František Sehnal starší (1927)
- Františka Burianová (1927)
- Franz Steinko (1929)
- Msgre. Jan Nepomuk Boháč
- Václav Celestin Šulc OH (1949)
- Vojtěch Mátl (2015)
- Hubert Poul (2015)